# Podocarpus pilgeri
Podocarpus pilgeri é uma espécie de conífera da família Podocarpaceae.
Pode ser encontrada nos seguintes países: Camboja e Tailândia.